# Будка, Никита Михайлович
Ники́та Миха́йлович Бу́дка (укр. Микита Михайлович Будка; 7 июня 1877, Добромерка, Цислейтания — 1 октября 1949, Караганда) — епископ Украинской грекокатолической церкви.
27 июня 2001 года причислен к лику блаженных (мученик).

## Биография
Родился в крестьянской семье в селе Добромирка в Галиции, на то время входящей в состав Австро-Венгерской империи. После получения среднего образования в 1897 году проходил воинскую службу в Вене, Австро-Венгрия. В 1905 году закончил богословское образование в Инсбруке и в тот же год, 25 октября, был рукоположён в сан священника епископом Андреем Шептицким. В своей пастырской работе большое внимание уделял украинским эмигрантам, посещая украинскую диаспору в Германии, Бразилии, Аргентине, Канаде.
15 июля 1912 года был назначен римским папой Пием XI титулярным епископом Патары и епископом для украинских грекокатоликов в Канаде, где он заложил основу для дальнейшего развития украинской грекокатолической митрополии. Хиротония состоялась во Львове 13 октября 1912 года. Основывает в Канаде общежития для украинской молодёжи. В 1924 году в Йорктауне созывает первый собор грекокатолического духовенства. В 1927 году подал в отставку, сохранив за собой титул почётного епископа.
В 1928 году из-за плохого здоровья возвращается на Западную Украину (в то время часть Польши), во Львов, где занимается восстановлением санктуария Богородицы в Зарванице.
11 апреля 1945 года его арестовывают советские спецслужбы вместе с другими епископами Украинской грекокатолической церкви. Суд приговорил его к 8 годам лагерей особого режима и назначил отбывание срока в Казахстане, где он и умер от тяжких работ 1 октября 1949 года в лагере под Карагандой. Место захоронения неизвестно, хотя есть данные о том, что он был похоронен на одном из кладбищ Карлага возле деревни Каражар.

## Беатификация
Во время посещения Украины в 2001 году римский папа Иоанн Павел II 27 июня 2001 года причислил епископа Никиту Будку к лику блаженных.
День памяти — 28 сентября.

## Источник
- Нескорена церква: Українська греко-католицька церква у ХХ столітті: [У документі ЦК КП(б)У йдеться про проведення операції по арештах антирадянського духовенства греко-католицької церкви, зокрема про Н. Будку] // Людина і світ. — 1995. — № 3-4. — С. 9—14; № 5—6. — С. 6—11.
- Будка Никита — релігійний діяч //«Журавлина» книга: Тернопільська українська західна діаспора: Слов. імен. А — Ї / Упор.-ред. Б. Мельничук, Х. Мельничук. — Т., 1999. — Ч. 1. — С. 75—76.
- Перший український єпископ у Канаді // Головин Б. Мученики та ісповідники української церкви XX століття: Нариси. Ст. Дослідж. — Т., 2000. — С. 77-81.
- Колупаев В.. Никита Будка // Католическая Энциклопедия. Т. 3. М.: Изд. Францисканцев, 2007. — C. 834—835.